# Scleropogon indistinctus
Scleropogon indistinctus là một loài ruồi trong họ Asilidae. Scleropogon indistinctus được Bromley miêu tả năm 1937. Loài này phân bố ở vùng Tân Bắc giới.